# 胡麻草属
胡麻草属（学名：Centranthera）是玄参科下的一个属，为直立、粗糙草本植物。该属共有7种，分布于印度、马来西亚至大洋洲。